# Limnophila borealis
Limnophila borealis är en grobladsväxtart som beskrevs av Yi Zhi Zhao och Ma f.. Limnophila borealis ingår i släktet Limnophila och familjen grobladsväxter. Inga underarter finns listade i Catalogue of Life.